# Sport Club Marsala 1912 1994-1995
Questa pagina raccoglie le informazioni riguardanti lo Sport Club Marsala 1912 nelle competizioni ufficiali della stagione 1994-1995.

## Rosa

### Campionato

#### Poule scudetto

##### Turno preliminare
| Marsala 28 maggio 1995, ore 16:00 1ª giornata - Gruppo C | Marsala   | 0 – 1      | Tolentino | Stadio Antonino Lombardo Angotta |
| \| \| \| \| \| \| Marcatori \| 88’ Casoni \|             |           |            |           |                                  |
|                                                          |           |            |           |                                  |
|                                                          | Marcatori | 88’ Casoni |           |                                  |

| Tolentino 4 giugno 1995, ore 16:00 2ª giornata - Gruppo C | Tolentino | 1 – 0 | Marsala | Stadio della Vittoria |
| \| \| \| \| \| Maci 81’ \| Marcatori \| \|                |           |       |         |                       |
|                                                           |           |       |         |                       |
| Maci 81’                                                  | Marcatori |       |         |                       |